# Anna Filosófova
Anna Pávlovna Filosófova (en ruso: Анна Павловна Философова; 5 de agostojul./ 17 de agosto de 1837greg.–17 de marzojul./ 30 de marzo de 1912greg.) fue una filántropa y feminista rusa. Fue una importante promotora de entidades caritativas y, junto a María Trúbnikova (1835–1897) y Nadezhda Stásova (1835–1895), fue una de las fundadoras y dirigentes del primer movimiento organizado de mujeres rusas.

## Biografía

### Primeros años
Filosofova nació en una familia noble y rica en San Petersburgo. Su padre Pável Diáguilev era un funcionario del Ministerio de Finanzas que se retiró en 1850 y abrió un negocio de destilería. En 1855, se volvió un fanático religioso y trasladó la responsabilidad del negocio familiar a la madre de Anna. Anna era la más joven de nueve hijos. Recibió su educación en casa, siguiendo la costumbre de familias nobles de ese tiempo. En 1855 se casó con Vladímir Dmítrievich Filosófov, un alto funcionario del Ministerio de Guerra y Defensa. Anna tuvo seis hijos, entre ellos el escritor Dmitri Filosófov.
El marido de Anna provenía de una familia de terratenientes y, después de su matrimonio, hizo frecuentes visitas a la finca que tenía en Bezhanitsy. El padre era conocido como una figura tiránica, y el estilo de vida en la finca afectó poderosamente a Anna, quien empezó a reflexionar sobre los problemas sociales, y especialmente sobre la situación de los campesinos pobres y los siervos. Sus primeras actividades filantrópicas se dirigieron a proporcionar alimentos y medicamentos a los pobres. Fue en ese periodo cuando conoció a María Trúbnikova, una mujer interesada en el cambio social, quien le dio a Anna libros sobre los asuntos de las mujeres, y luego las dos conversaban sobre los temas allí expresados. Anna dijo de Maria que era "un ángel, amable y paciente. Ella me desarrolló, leyó conmigo. Esto era difícil, ya que yo no sabía nada".

### Carrera
En 1860, Anna, María, y su amiga Nadezhda Stásova fundaron la "Sociedad para el Alojamiento Barato y Otras Ayudas para los Residentes de San Petersburgo", basados en un nuevo método filantrópico. Filosófova creía que en vez de hacer donativos en efectivo a los pobres, era mejor formarlos y educarlos de modo que pudieran mantenerse sobre la base de su propio trabajo y esfuerzo. Proporcionaron alojamiento a bajo costo para mujeres pobres y trabajo de costura en negocios locales. La sociedad adquirió su edificio propio y un gran contrato para un trabajo de costura del ejército. Anna y sus amigas fundaron varias sociedades, entre ellas la "Sociedad para la organización del Trabajo para Mujeres" y el "Artel Editorial de Mujeres".

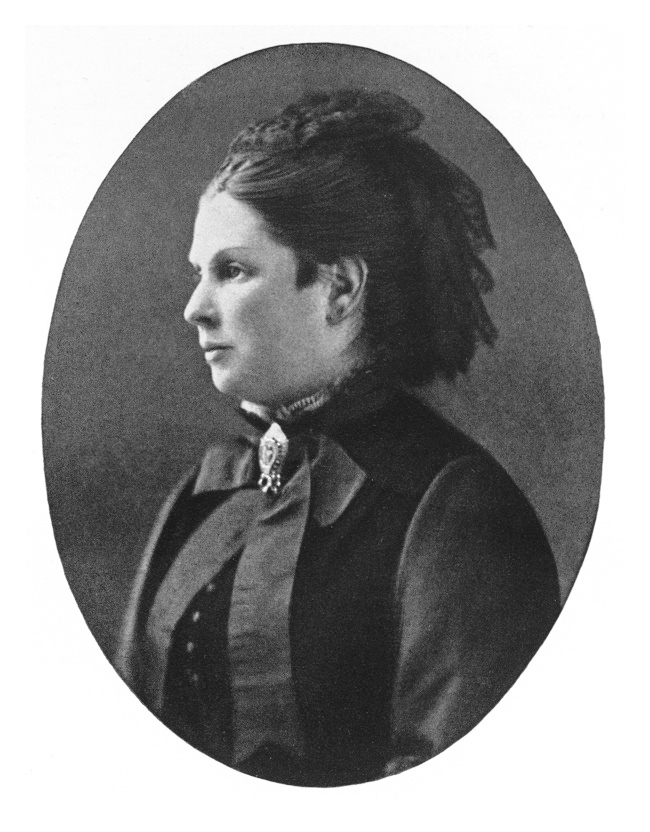
Filosófova, c. 1880

Después de la Guerra de Crimea, Rusia estableció grandes reformas en el sistema educativo y, además de abrir universidades para hombres que no eran nobles, también fundó 131 escuelas para chicas, de las cuales 37 ofrecían educación superior. Filosófova, Trúbnikova y Stásova fundaron uno de los círculos de discusión literaria que estaban de moda en ese momento. Trúbnikova, hija de uno de los participantes de la Revuelta decembrista, era amiga de Josephine Butler y estaba familiarizada con la literatura feminista occidental.
La iniciativa más ambiciosa de Anna y su socia fue la promoción de la educación de las mujeres. En 1867 enviaron un petición con cuatrocientas firmas a Alejandro II de Rusia pidiendo permiso para abrir los primeros cursos de educación superior para mujeres en la Universidad Estatal de San Petersburgo Hubo una fuerte resistencia por parte de los conservadores a la admisión de mujeres en la Universidad y no contaron con el apoyo del Ministro de Educación Dmitri Tolstói. Tolstói permitió que las mujeres comenzaran a asistir a conferencias de profesores universitarios, que a menudo eran gratuitas. En 1871 estos cursos informales llevaron el nombre  "Vladimirski" por el nombre de la universidad donde se realizaban. La reacción de la clase alta ante los cursos fue negativa. Muchas mujeres viajaron al extranjero para poder completar su educación. Los cursos cerraron en 1875. En 1876 Anna pudo conseguir permiso oficial para abrir la Universidad de las primeras mujeres rusas, conocida como los Cursos Bestúzhev en memoria de su fundador Konstantín Bestúzhev-Riumin.

### Sufragista y política
Anna era conocida por su bondad y generosidad y a menudo las familias de revolucionarios condenados o revolucionarios le solicitaban ayuda. Sus muestras de solidaridad hacia estos revolucionarios estaban mal vistas por los altos funcionarios rusos. En 1879 tuvo que exiliarse por dar ayuda a organizaciones revolucionarias y solo le permitieron regresar en 1881. Después del asesinato del zar en 1881, Anna, ya conocida por sus simpatías revolucionarias, no pudo encontrar apoyo para futuros proyectos sociales. La posición oficial de su marido también quedó debilitada debido a sus conexiones revolucionarias, y la familia fue forzada a bajar su nivel de vida.

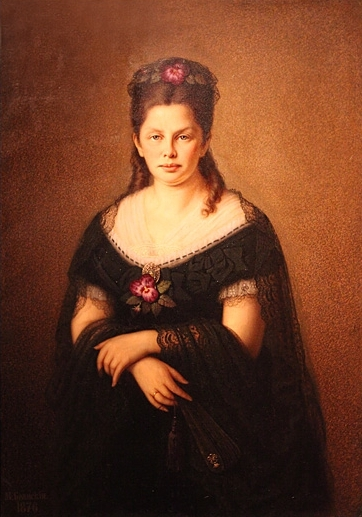
Retrato de Filosófova, obra de Mijaíl Brianski (1876).

Anna regresó a la vida pública a finales de 1880 y principios de los 90 cuando comenzó a proporcionar asistencia a los hambrientos en la Región del Volga. En 1892 se unió al Comité para la Promoción de la Alfabetización en San Petersburgo. En 1895 fundó y presidió la Asociación de Caridad de Mujeres Rusas, una organización feminista que fue oficialmente denominada como una organización de caridad porque todas las formas de actividad política estaban prohibidas en el país. El mismo año se fundó en Rusia una universidad de mujeres de medicina y en 1904 se volvieron a permitir los cursos universitarios para mujeres en las afueras de la capital. En relación con esto, Filosófova fue reconocida por el zar por su trabajo en la Sociedad para la Financiación de Cursos de Educación para Mujeres. En 1905, las universidades de Rusia abrieron sus puertas a las mujeres, con lo que los cursos universitarios de mujeres dejaron de ser necesarios. El mismo año, a los hombres se les concedió el sufragio y se volvió a permitir la actividad política, después de lo cual el grupo de mujeres presentó la primera solicitud para el sufragio femenino.
Anna fue elegida presidenta del Consejo Internacional de Mujeres en 1899. Participó en la Revolución rusa de 1905, uniéndose al Partido Democrático Constitucional y finalmente actuando como presidenta del Primer Congreso de las Mujeres Rusas en 1908. Los objetivos de Anna de unificar a las mujeres rusas no tuvieron éxito, principalmente debido al número de facciones dentro del movimiento. Después del congreso, Anna y algunas de sus colaboradoras recibieron una carta de rechazo de parte de Vladímir Purishkévich, un diputado ultraconservador de la Duma. Anna hizo pública la carta y llevó a Purishkevich a los tribunales, donde este fue condenado a un mes de prisión.
En 1908 Anna se unió a la Sociedad Rusa de Teosofía, la cual había contribuido a crear. En 1911 Rusia celebró el quincuagésimo aniversario de las actividades públicas de Anna, representando el progreso y los logros del movimiento de las mujeres en Rusia. Más de cien organizaciones de mujeres asistieron al aniversario, las cuales presentaron direcciones, junto con varios grupos extranjeros. También fue honorada por diputados de la Duma en el Palacio Mariinski. Anna murió en San Petersburgo y miles de personas asistieron a su funeral.